# Frederick Vezin

Frederick Vezin: Selbstporträt mit Ehefrau Ida (1895)

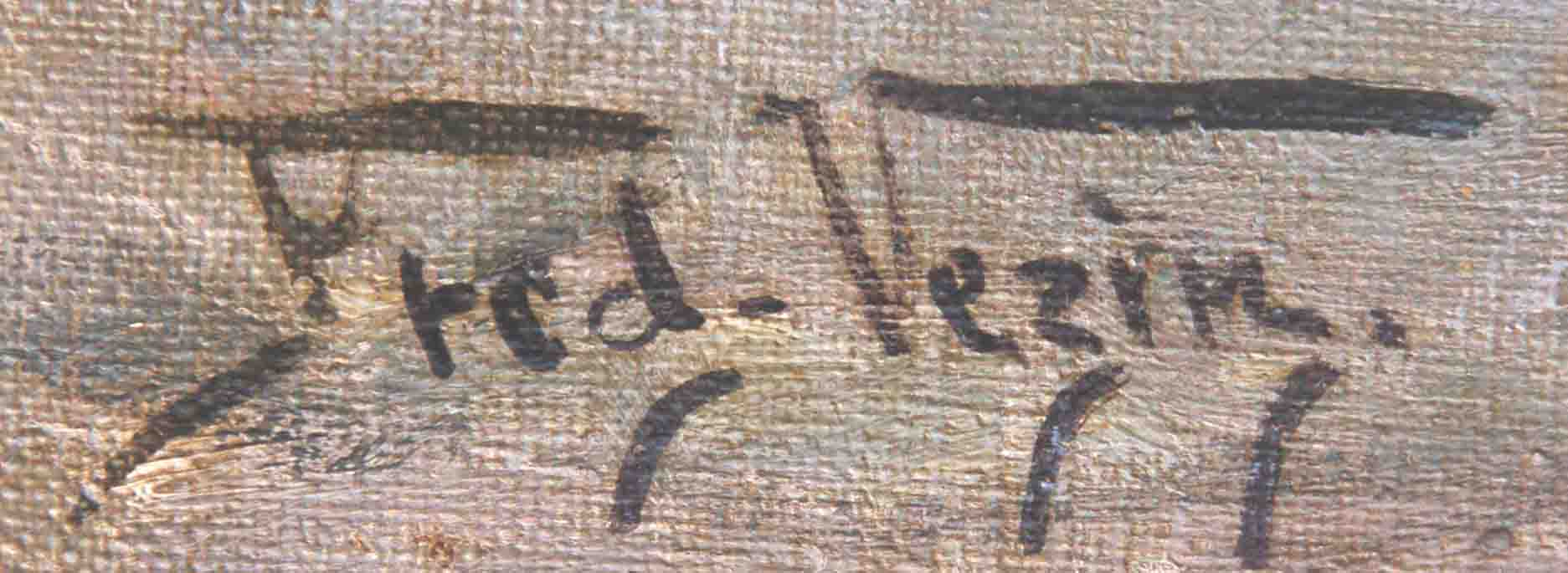
Signatur

Frederick Vezin, auch Fred oder Frederik Vezin (* 14. August 1859 in Torresdale, Philadelphia, Pennsylvania; † 26. Dezember 1933 in Düsseldorf), war ein amerikanisch-deutscher Maler, Radierer und Lithograf.

## Familie
Vezin wurde am 14. August 1859 in Torresdale, Philadelphia geboren. Seine Eltern waren Charles Vezin jr. und dessen Ehefrau Caroline Vezin, geborene Kalisky.
Die Ursprünge der Familie Vezin lassen sich bis in die Mitte des 16. Jahrhunderts zurückverfolgen. Die Familie stammt aus dem französischen Ort Saint-Florentin (Yonne, Burgund). Obwohl selbst römisch-katholischen Glaubens, sei Pierre Vezin gezwungen gewesen, Frankreich zu verlassen, da er Hugenotten vor der Verfolgung bewahrt habe. Er sei deswegen nach Hannover geflohen, wo er den Posten eines Violaspielers am französischen Theater bekleidete. Die Familie Vezin blieb anschließend über zwei weitere Generationen mit Deutschland verbunden. Im Jahr 1813 übersiedelte Charles Henri Vezin (1782–1853) von Bordeaux nach Philadelphia und begründete nach der Heirat mit der aus Deutschland stammenden Emilie Kalisky (1804–1858) die amerikanische Linie der Familie Vezin. Neben Frederick Vezin gehören weitere bekannte Künstlerpersönlichkeiten zu dieser weit verzweigten Familie. Zu nennen sind hier der Onkel Frederick Vezins, der Schauspieler Hermann Vezin (1829–1910), und Fredericks Bruder, der besonders als Maler New Yorks bekannt gewordene Charles Vezin, sowie seine Enkelin, die Fotografin und Malerin Irena Vezin.

## Leben

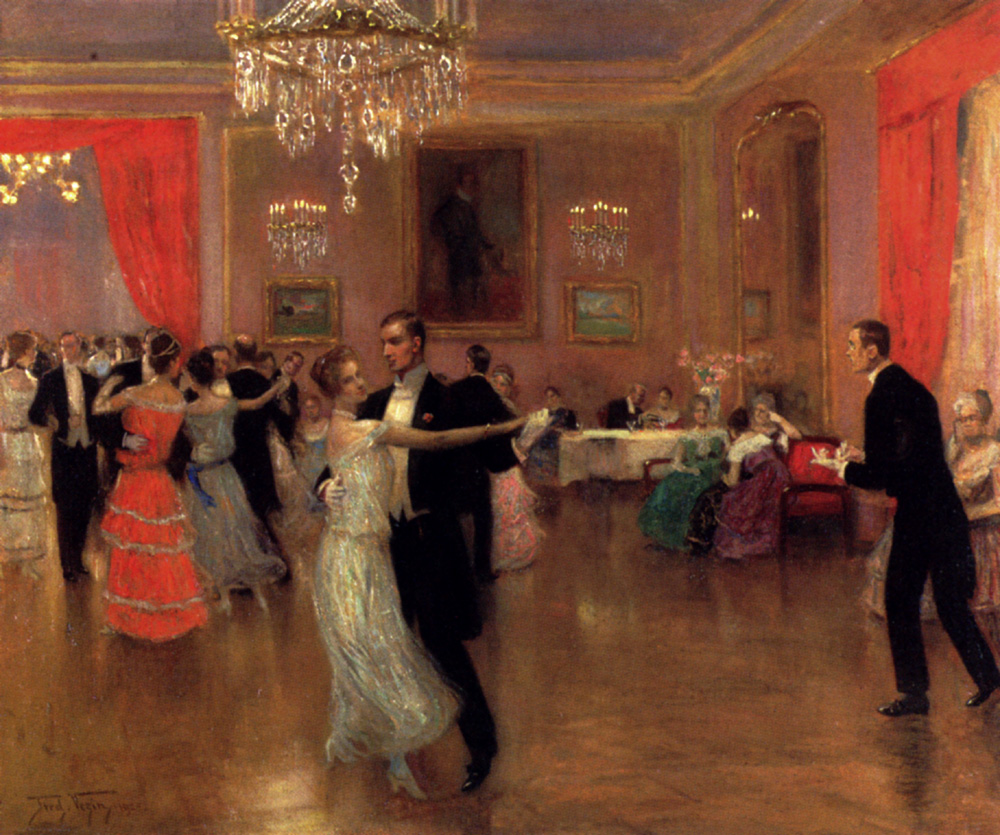
Frederick Vezin: Auf dem Ball, 1925

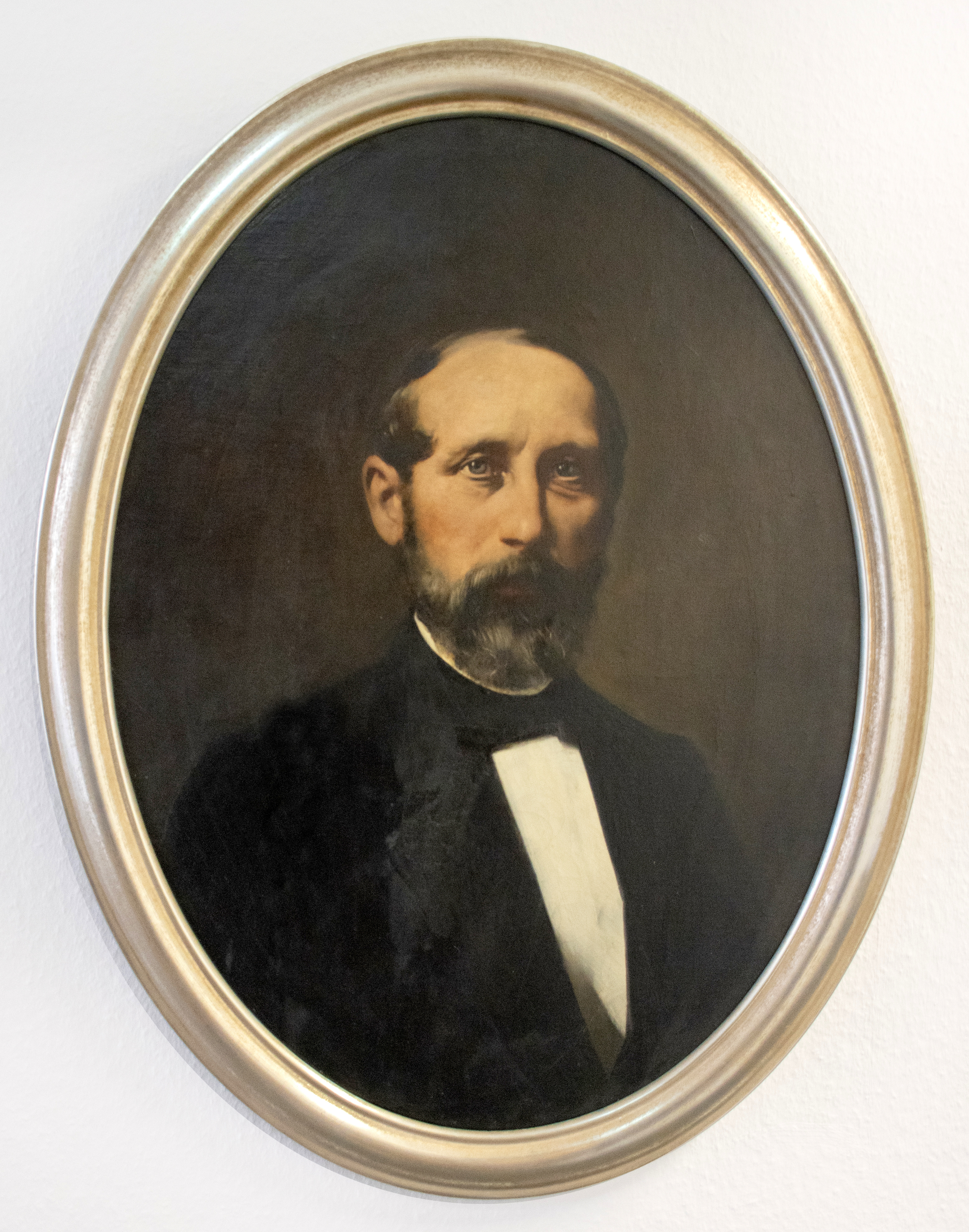
Frederick Vezin: Porträt des Carl Julius Erbslöh, Öl auf Leinwand, 80 × 60 cm, undatiert, rückseitig signiert. Privatbesitz

Während seiner Kindheit und Jugend reiste Vezin häufig zwischen Deutschland und den USA. Er besuchte zunächst eine Schule in Berlin und von 1868 bis 1871 das Classical Institute in Philadelphia. Die engen familiären Beziehungen des amerikanischen Zweiges der Familie Vezin – seine Tante war Witwe des Fabrikanten Ernst Hasenclever in Ehringhausen bei Remscheid – machten es Frederick Vezin leichter, sich für einen Studienaufenthalt in Deutschland zu entscheiden. Nachdem er zunächst in technischen und bergbaulichen Disziplinen studiert hatte, trat er im Oktober 1876, im Alter von 20 Jahren, in die Elementarklasse der Düsseldorfer Kunstakademie ein. Ab Juni 1877 studierte er bei Georg Heinrich Crola Landschaftsmalerei, ab Januar 1877 absolvierte er bei Peter Janssen dem Älteren die Naturzeichenklasse und bei Karl Müller den Antikensaal. Bis zu seinem Ausscheiden aus der Kunstakademie im Jahre 1883 waren Julius Roeting, Eduard von Gebhardt und Wilhelm Sohn seine Lehrer. Neben seinem Studium engagierte sich Vezin als Trainer im Düsseldorfer Ruderverein.
Während des Ersten Weltkriegs versuchte Vezin erfolglos die USA von der deutschen Perspektive und politischen Lage zu überzeugen. Dafür reiste er 1914 sogar von Deutschland aus in die Vereinigten Staaten und unternahm dort eine Reise durch verschiedene Städte. Er versuchte auch persönlich von dem amerikanischen Präsidenten Wilson empfangen zu werden. Er konnte jedoch nur bei einem Staatssekretär vorsprechen. Nach diesen erfolglosen Versuchen erhielt er noch während des Krieges das deutsche Bürgerrecht.
Nach einem kurzen Zwischenaufenthalt in München lebte er ab 1895 bis zu seinem Tod im Jahr 1933 in Düsseldorf. Frederick Vezin war mit Ida Hach verheiratet. Ihr gemeinsamer Sohn war der Diplom-Landwirt Meno Vezin.

## Werk
Nach seiner Ausbildung arbeitete Frederick Vezin besonders als Genre- und Landschaftsmaler. Darüber hinaus waren auch seine Fähigkeiten als Porträtmaler sehr gefragt. Besondere Bekanntheit erlangte er durch die Darstellung von Gesellschaftsszenen (Auf dem Ball, At the Ball) und intimen Interieurs. Aufgrund seiner familiären Beziehungen in die USA sowie zu seinem Onkel Hermann Vezin, der ab 1850 in London lebte, wurde Frederick Vezin auch im angloamerikanischen Raum bekannt.
Stilistisch sind die Gemälde Frederick Verzins von lebhafter Farbigkeit und großer Leichtigkeit geprägt. Diese Elemente der Vezin’schen Malerei markieren insgesamt die Überwindung der traditionellen Düsseldorfer Malweise und die Hinwendung zum Impressionismus.

## Werke
In öffentlichem Besitz:
- Ida Vezin, die Frau des Malers, 1859 (Stadtmuseum Landeshauptstadt Düsseldorf)
- Jacobus Leisten, 1915 (Künstlerverein Malkasten, Düsseldorf)
- Oberst Adolf Willich von Pöllnitz, 1900 (Kölnisches Stadtmuseum)
- Oberst Hermann Heidborn, um 1910 (Kölnisches Stadtmuseum)

In privatem Besitz:
- Der Handel, 1888
- Edmund Henoumont, Radierung, 1893